# Walter Abel
Walter Abel (Saint Paul, 6 giugno 1898 – Essex, 26 marzo 1987) è stato un attore statunitense.

## Biografia
Figlio di Richard Michael Abel e di Christine Becker, Walter Abel si creò un certo nome come comico durante gli anni della scuola, dopodiché si iscrisse all'Accademia Americana di Arti Drammatiche, dalla quale uscì nel 1924 con una solida preparazione teatrale. Nel frattempo intraprese la carriera sul palcoscenico come attore di compagnie di giro, debuttando a Broadway nel 1919 con la pièce Forbidden.
Per alcuni anni si cimentò con un vasto repertorio, comparendo in rappresentazioni di opere quali Come vi piace, Desiderio sotto gli olmi, Il lutto si addice ad Elettra e, nel 1926, ne Il nemico di Channing Pollock, al fianco di Fay Bainter. Nel 1935 firmò un contratto con la Paramount Pictures che gli affidò la parte di D'Artagnan ne I tre moschettieri (1935).
Dalla metà degli anni trenta Abel trovò la sua definitiva collocazione come versatile caratterista, al servizio di una lunga e duratura carriera che lo vide impegnato nei ruoli più disparati. Dal procuratore distrettuale nel drammatico Furia (1936) di Fritz Lang all'ispettore Hammock ne La porta d'oro (1941), dal commodoro Roberts ne L'isola della gloria (1942) al maggiore Horvath ne La signora in ermellino (1948), Abel affrontò i più diversi generi cinematografici. Durante gli anni quaranta apparve inoltre nel melodramma La signora Skeffington (1944), accanto a Bette Davis, nella commedia Non parlare, baciami (1945) con Shirley Temple, nel comico Preferisco la vacca (1946) con Danny Kaye, e nel poliziesco Il 13 non risponde (1947), al fianco di James Cagney.
Dall'inizio degli anni cinquanta iniziò a recitare anche per la televisione in show di intrattenimento. Tra i ruoli cinematografici interpretati in quel periodo, sono da ricordare il colonnello Fuller ne L'isola nel cielo (1953), il maggiore Foster in Gente di notte (1954), e il capitano Trask del western Il cacciatore di indiani (1955). Notevole anche la partecipazione al dramma L'albero della vita (1957), accanto a Montgomery Clift ed Elizabeth Taylor, dopo il quale Abel rallentò la carriera cinematografica. La sua ultima apparizione sugli schermi risale al 1984 nella commedia gialla Agenzia omicidi (1984), accanto a Katharine Hepburn.
Negli anni sessanta fu presidente dell'American National Theater and Academy.
Sposato dal 1926 con l'arpista Marietta Bitter, morta nel 1979 e dalla quale ebbe due figli, Walter Abel morì nel 1987 per un infarto nella sua residenza di Essex (Connecticut), all'età di ottantotto anni.

## Filmografia

### Cinema
- Out of a Clear Sky, regia di Marshall Neilan (1918) (non accreditato)
- The North Wind's Malice, regia di Paul Bern e Carl Harbaugh (1920)
- La leggenda di Liliom (Liliom), regia di Frank Borzage (1930)
- I tre moschettieri (The Three Musketeers), regia di Rowland V. Lee (1935)
- Two in the Dark, regia di Benjamin Stoloff (1936)
- Una moglie ideale (On the Avenue), regia di Stephen Roberts (1936)
- La sedia del testimone (The Witness Chair), regia di George Nichols Jr. (1936)
- Furia (Fury), regia di Fritz Lang (1936)
- We Went to College, regia di Joseph Santley (1936)
- Second Wife, regia di Edward Killy (1936)
- La luce verde (Green Light), regia di Frank Borzage (1937)
- Portia on Trial, regia di George Nichols Jr. (1937)
- Wise Girl, regia di Leigh Jason (1937)
- Law of the Underworld, regia di Lew Landers (1938)
- Men with Wings, regia di William A. Wellman (1938)
- Racket Busters, regia di Lloyd Bacon (1938)
- La grande corsa (King of the Turf), regia di Alfred E. Green (1939)
- Prima colpa (First Offenders), regia di Frank McDonald (1939)
- Miracle on Main Street, regia di Steve Sekely (1939)
- Balla, ragazza, balla (Dance, Girl, Dance), regia di Dorothy Arzner e, non accreditato, Roy Del Ruth (1940)
- Arrivederci in Francia (Arise, My Love), regia di Mitchell Leisen (1940)
- Who Killed Aunt Maggie?, regia di Arthur Lubin (1940)
- Michael Shayne, investigatore privato (Michael Shayne, Private Detective), regia di Eugene Forde (1940)
- La porta d'oro (Hold Back the Dawn), regia di Mitchell Leisen (1941)
- Skylark, regia di Mark Sandrich (1941)
- Glamour Boy, regia di Ralph Murphy (1941)
- Al di là dell'orizzonte (Beyond the Blue Horizon), regia di Alfred Santell (1942)
- La taverna dell'allegria (Holiday Inn), regia di Mark Sandrich (1942)
- L'isola della gloria (Wake Island), regia di John Farrow (1942)
- Signorine, non guardate i marinai (Star Spangled Rhythm), regia di George Marshall (1942)
- Fired Wife, regia di Charles Lamont (1943)
- Sorelle in armi (So Proudly We Hail!), regia di Mark Sandrich (1943)
- The Last Will and Testament of Tom Smith, regia di Harold S. Bucquet (1943) (cortometraggio)
- The Hitler Gang, regia di John Farrow (1944) (voce)
- La signora Skeffington (Mr. Skeffington), regia di Vincent Sherman (1944)
- L'uomo venuto da lontano (An American Romance), regia di King Vidor (1944)
- Gli amori di Susanna (The Affairs of Susan), regia di William A. Seiter (1945)
- Duffy's Tavern, regia di Hal Walker (1945)
- Non parlare, baciami (Kiss and Tell), regia di Richard Wallace (1945)
- Preferisco la vacca (The Kid from Brooklyn), regia di Norman Z. McLeod (1946)
- Il 13 non risponde (13 Rue Madeleine), regia di Henry Hathaway (1947)
- The Hal Roach Comedy Carnival, regia di Bernard Carr e Harve Foster (1947)
- The Fabulous Joe, regia di Harve Foster (1947)
- L'uomo che vorrei (Dream Girl), regia di Mitchell Leisen (1948)
- Neighbor to the North, regia di Gene Martel (1948)
- La signora in ermellino (That Lady in Ermine), regia di Ernst Lubitsch e (non accreditato) Otto Preminger (1948)
- Sogno di Bohème (So This Is Love), regia di Gordon Douglas (1953)
- L'isola nel cielo (Island in the Sky), regia di William A. Wellman (1953)
- Gente di notte (Night People), regia di Nunnally Johnson (1954)
- Il cacciatore di indiani (The Indian Fighter), regia di André De Toth (1955)
- Giungla d'acciaio (The Steel Jungle), regia di Walter Doniger (1956)
- La donna del sogno (Bernardine), regia di Henry Levin (1957)
- L'albero della vita (Raintree County), regia di Edward Dmytryk (1957)
- Handle With Care, regia di David Friedkin (1958)
- Il tesoro del santo (The Confession), regia di William Dieterle (1964)
- Mirage, regia di Edward Dmytryk (1965)
- Silent Night, Bloody Night, regia di Theodore Gershuny (1974)
- Agenzia omicidi (Grace Quigly), regia di Anthony Harvey (1984)

### Televisione
- Climax! – serie TV, episodio 3x03 (1956)
- The 20th Century-Fox Hour – serie TV, episodio 2x17 (1957)
- Assistente sociale (East Side/West Side) – serie TV, episodio 1x26 (1964)
- The Man Without a Country, regia di Delbert Mann – film TV (1973)
- The American Woman: Portraits of Courage, regia di Robert Deubel – film TV (1976)

## Doppiatori italiani
Nelle versioni in italiano dei suoi film, Walter Abel è stato doppiato da:
- Gualtiero De Angelis in Signorine, non guardate i marinai, Sorelle in armi (riedizione), La signora Skeffington, Gli amori di Susanna
- Lauro Gazzolo in L'uomo che vorrei, La donna del sogno
- Augusto Marcacci in Arrivederci in Francia, L'isola della gloria
- Carlo Romano in La taverna dell'allegria, Gente di notte
- Mario Ferrari in Non parlare baciami!
- Gaetano Verna in Il 13 non risponde
- Giorgio Capecchi in La porta d'oro (riedizione)
- Nino Pavese in Sogno di bohème
- Bruno Persa in Il cacciatore di indiani
- Manlio Busoni in L'albero della vita
- Gianni Bonagura in Mirage
- Michele Kalamera in Furia (ridoppiaggio)